# ザビーネ・リシキ
ザビーネ・リシキ（Sabine Lisicki、1989年9月22日 - ）は、ドイツ・ノルトライン＝ヴェストファーレン州トロースドルフ出身の女子プロテニス選手。
2013年のウィンブルドン女子シングルスで準優勝した選手である。これまでにWTAツアーでシングルス4勝、ダブルス4勝を挙げている。自己最高ランキングはシングルス12位、ダブルス35位。右利き、バックハンド・ストロークは両手打ち。本来のポーランド語の発音では「リシツキ」で、そう表記または呼称する日本のメディアもある。語源は「キツネ」（lis、読みは「リス」）。

## 来歴
リシキは、ポーランドから西ドイツに移住した両親 - 父親は歴史家、母親は芸術家の元に生まれ、父親の手ほどきで7歳からテニスを始めた。なお、父親はドイツ移住後にテニスコーチをしながらケルンのドイツスポーツ大学に通学し、後にはポーランドのヴロツワフで博士号も取得している。2006年にプロ入り。2008年の全豪オープンで4大大会に初出場。予選3試合を勝ち抜いた彼女は、本戦1回戦でディナラ・サフィナを 7-6, 4-6, 6-2 で破る勝利を挙げ、一気にキャロライン・ウォズニアッキとの3回戦まで進出した。全豪オープン終了後、リシキは女子テニス国別対抗戦・フェドカップのドイツ代表選手に選ばれ、2月2日-3日のワールドグループ1回戦で代表デビューする。ドイツ・チームはアメリカに1勝4敗で敗れたが、リシキが第1試合でリンゼイ・ダベンポートを破ってチーム唯一の勝利を収め、フェド杯代表デビュー戦を白星で飾った。同年9月の「タシケント・オープン」で初めての女子ツアー決勝戦に進み、ここではソラナ・チルステアに 6-2, 4-6, 6-7 で敗れて準優勝になった。
2009年4月19日、リシキは「ファミリー・サークル・カップ」決勝でキャロライン・ウォズニアッキを 6-2, 6-4 で破り、ツアー初優勝を決めた。翌週にフェドカップの「ワールドグループ・プレーオフ」が行われ、ドイツはホームコートのフランクフルトで中国チームと対戦した。リシキは第1試合と最終第5試合に登場し、アンナ＝レナ・グローネフェルトと組んだ第5試合のダブルス戦で、鄭潔と彭帥の組を 4-6, 7-5, 6-2 で破った。こうして、ドイツは2010年度フェドカップのワールドグループ復帰を決めた。2か月後のウィンブルドンで、リシキは3回戦で先の全仏オープン優勝者スベトラーナ・クズネツォワを 6-2, 7-5 で破った後、4回戦でもウォズニアッキに 6-4, 6-4 で連勝し、初のベスト8進出を決めた。ドイツ人女性によるウィンブルドンの8強入りは、1988年から1996年までの間に7度優勝したシュテフィ・グラフ以来10年ぶりの快挙となった。準々決勝では第1シードのディナラ・サフィナに 7-6, 4-6, 1-6 の逆転で敗れた。
2010年は、長引いた左足の関節の負傷により3月末から8月初めまで大会に出場できなかったため、ランキングが23位から179位に大幅に落ちてしまった。2011年の全豪オープンは予選で敗退した。4月のポルシェ・テニス・グランプリではサマンサ・ストーサーと組み初めてのダブルスタイトルを獲得した。全仏オープンは予選を勝ち上がったが2回戦でベラ・ズボナレワに 6-4, 5-7, 5-7 で逆転負けを喫した。全仏後のバーミンガム大会では、ツアー4度目の決勝に進出し、ダニエラ・ハンチュコバを 6–1, 6–4 で破りシングルスツアー2勝目を挙げた。
2011年ウィンブルドン選手権では主催者推薦での出場であったが、2回戦で全仏優勝者の李娜を 3-6, 6-4, 8-6 で勝利して勢いに乗り、準々決勝ではマリオン・バルトリを 6-4, 6-7, 6-1 で破り4大大会初のベスト4に進出する。準決勝ではマリア・シャラポワに 6-4, 6-3 で敗れた。サマンサ・ストーサーと組んだダブルスでも決勝に進出し、クベタ・ペシュケ&カタリナ・スレボトニク組に 3–6, 1–6 で敗れ準優勝となった。8月のダラス大会では決勝でアラバン・レザイを 6–2, 6–1 で破って優勝、シングルスツアー3勝目を挙げた。全米オープンでは2回戦のビーナス・ウィリアムズの棄権による不戦勝を得て勝ち進み、全米では初の4回戦に進出した。ベラ・ズボナレワに 2-6, 3-6 で敗れた。
2012年全豪オープンでは第14シードで出場してシードを守り、全豪では初の4回戦に進出した。マリア・シャラポワに 6-3, 2-6, 3-6 で敗れた。2012年ウィンブルドン選手権では4回戦で2012年全仏オープン優勝の第1シードマリア・シャラポワを 6–4, 6–3 で破りベスト8に進出した。準々決勝では同じドイツのアンゲリク・ケルバーに 3-6, 7-6(7), 5-7 で敗れ2年連続のベスト4入りを逃した。7月のロンドン五輪でオリンピックに初出場した。シングルス3回戦でマリア・シャラポワに 7-6(8), 4-6, 3-6 で敗れた。クリストファー・カスと組んだ混合ダブルスでは準決勝でイギリスのアンディ・マリー&ローラ・ロブソン組に敗れた後の「銅メダル決定戦」でアメリカのマイク・ブライアン&リサ・レイモンド組に 3-6, 6-4, [4-10] で敗れ銅メダルを逃した。
2013年ウィンブルドンでは、第1シードのセリーナ・ウィリアムズやアグニエシュカ・ラドワンスカなど格上を次々と下す快進撃を見せるものの、決勝では思うようなプレーができず、マリオン・バルトリに1-6, 4-6で敗れた。

## WTAツアー決勝進出結果

### シングルス: 9回 (4勝5敗)
| 大会グレード          | 大会グレード                 |
| 2008年以前            | 2009年以後                   |
| --------------------- | ---------------------------- |
| グランドスラム (0–1)  |                              |
| WTAファイナルズ (0–0) |                              |
| ティア I (0–0)        | プレミア・マンダトリー (0-0) |
| ティア I (0–0)        | プレミア5 (0-0)              |
| ティア II (0–0)       | プレミア (1–0)               |
| ティア III (0–0)      | インターナショナル (3–3)     |
| ティア IV ＆ V (0–1)  | インターナショナル (3–3)     |

| 結果   | No. | 決勝日         | 大会           | サーフェス    | 対戦相手                     | スコア           |
| ------ | --- | -------------- | -------------- | ------------- | ---------------------------- | ---------------- |
| 準優勝 | 1.  | 2008年10月5日  | タシケント     | ハード        | ソラナ・チルステア           | 6–2, 4–6, 6–7(4) |
| 優勝   | 1.  | 2009年4月19日  | チャールストン | クレー        | キャロライン・ウォズニアッキ | 6–2, 6–4         |
| 準優勝 | 2.  | 2009年10月22日 | ルクセンブルク | ハード (室内) | ティメア・バシンスキー       | 2–6, 5–7         |
| 優勝   | 2.  | 2011年6月13日  | バーミンガム   | 芝            | ダニエラ・ハンチュコバ       | 6–3, 6–2         |
| 優勝   | 3.  | 2011年8月27日  | ダラス         | ハード        | アラバン・レザイ             | 6–2, 6–1         |
| 準優勝 | 3.  | 2013年2月3日   | パタヤ         | ハード        | マリア・キリレンコ           | 7–5, 1–6, 6–7(1) |
| 準優勝 | 4.  | 2013年2月23日  | メンフィス     | ハード (室内) | マリーナ・エラコビッチ       | 1–6, 途中棄権    |
| 準優勝 | 5.  | 2013年7月7日   | ウィンブルドン | 芝            | マリオン・バルトリ           | 1–6, 4-6         |
| 優勝   | 4.  | 2014年9月14日  | 香港           | ハード        | カロリナ・プリスコバ         | 7–5, 6–3         |

### ダブルス: 5回 (4勝1敗)
| 結果   | No. | 決勝日        | 大会               | サーフェス | パートナー           | 対戦相手                                    | スコア           |
| ------ | --- | ------------- | ------------------ | ---------- | -------------------- | ------------------------------------------- | ---------------- |
| 優勝   | 1.  | 2011年4月24日 | シュトゥットガルト | クレー     | サマンサ・ストーサー | クリスティーナ・バロワ ジャスミン・ヴェール | 6–1, 7–6(5)      |
| 準優勝 | 1.  | 2011年7月2日  | ウィンブルドン     | 芝         | サマンサ・ストーサー | クベタ・ペシュケ カタリナ・スレボトニク     | 3–6, 1–6         |
| 優勝   | 2.  | 2013年4月28日 | シュトゥットガルト | クレー     | モナ・バルテル       | ベサニー・マテック＝サンズ サニア・ミルザ   | 6–4, 7–5         |
| 優勝   | 3.  | 2014年3月30日 | マイアミ           | ハード     | マルチナ・ヒンギス   | エカテリーナ・マカロワ エレーナ・ベスニナ   | 4-6, 6-4, [10-5] |
| 優勝   | 4.  | 2015年1月10日 | ブリスベン         | ハード     | マルチナ・ヒンギス   | キャロリン・ガルシア カタリナ・スレボトニク | 6–2, 7–5         |

## 4大大会シングルス成績
略語の説明
| W | F | SF | QF | #R | RR | Q# | LQ | A | Z# | PO | G | S | B | NMS | P | NH |

W=優勝, F=準優勝, SF=ベスト4, QF=ベスト8, #R=#回戦敗退, RR=ラウンドロビン敗退, Q#=予選#回戦敗退, LQ=予選敗退, A=大会不参加, Z#=デビスカップ/BJKカップ地域ゾーン, PO=デビスカップ/BJKカッププレーオフ, G=オリンピック金メダル, S=オリンピック銀メダル, B=オリンピック銅メダル, NMS=マスターズシリーズから降格, P=開催延期, NH=開催なし.
| 大会           | 2008 | 2009 | 2010 | 2011 | 2012 | 2013 | 2014 | 2015 | 2016 | 2017 | 2018 | 2019 | 通算成績 |
| -------------- | ---- | ---- | ---- | ---- | ---- | ---- | ---- | ---- | ---- | ---- | ---- | ---- | -------- |
| 全豪オープン   | 3R   | 2R   | 2R   | LQ   | 4R   | 1R   | 2R   | 1R   | 2R   | A    | A    | LQ   | 9–8      |
| 全仏オープン   | 2R   | 1R   | A    | 2R   | 1R   | 3R   | 2R   | 3R   | 1R   | A    | A    | A    | 7–8      |
| ウィンブルドン | 1R   | QF   | A    | SF   | QF   | F    | QF   | 3R   | 3R   | 1R   | LQ   | LQ   | 27–9     |
| 全米オープン   | 2R   | 2R   | 2R   | 4R   | 1R   | 3R   | 3R   | 4R   | 1R   | 1R   | LQ   |      | 12–10    |

※: 2011年全米2回戦の不戦勝は通算成績に含まない